# Чемпіонат Європи з легкої атлетики у приміщенні серед спортсменів з порушеннями розумового та фізичного розвитку 2019
Чемпіонат Європи з легкої атлетики в приміщенні 2019  серед спортсменів з порушеннями розумового і фізичного розвитку відбувався з 6 по 11 березня 2019 року у місті Стамбул (Туреччина).

## Медальний залік
Країни, які посіли з 1-5 командні місця у змаганнях:
| Місце | Країна     | Золото | Срібло | Бронза | Загалом |
| ----- | ---------- | ------ | ------ | ------ | ------- |
| 1     | Україна    | 10     | 3      | 1      | 14      |
| 2     | Росія      | 7      | 10     | 5      | 22      |
| 3     | Португалія | 5      | 6      | 8      | 19      |
| 4     | Іспанія    | 3      | 1      | 4      | 8       |
| 5     | Туреччина  | 2      | 5      | 1      | 8       |

## Виступ України
Збірна команда спортсменів України у складі 11 спортсменів виборола 14 медалей, серед яких 10 золотих, 3 срібних, 1 бронзова та зайняла перше місце у Європі. Найкраще від команди України виступили Даниліна Людмила, у доробку котрої 3 золоті медалі, а також Волуйкевич Павло та Прудніков Дмитро, котрі вибороли по 2 золоті нагороди.